# Cút mào
Colinus cristatus là một loài chim trong họ Odontophoridae.

## Hình ảnh

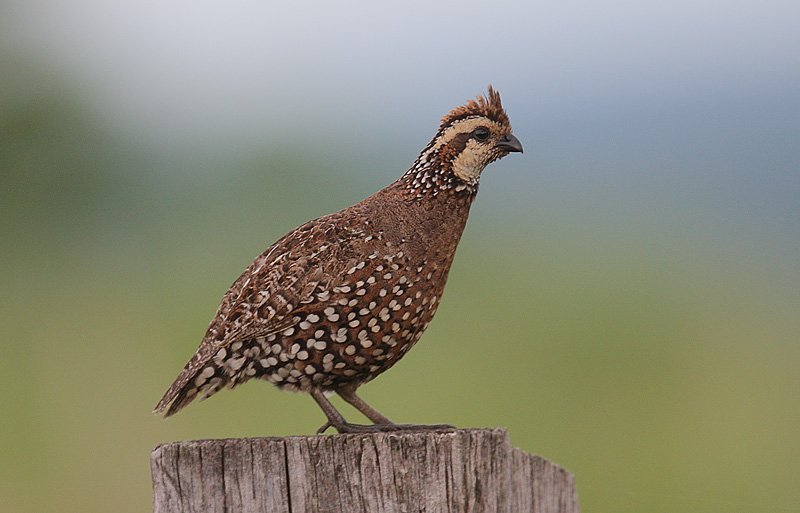
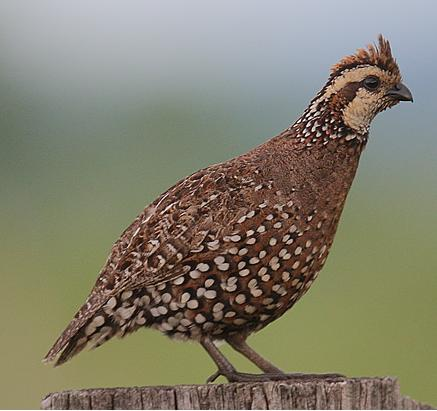
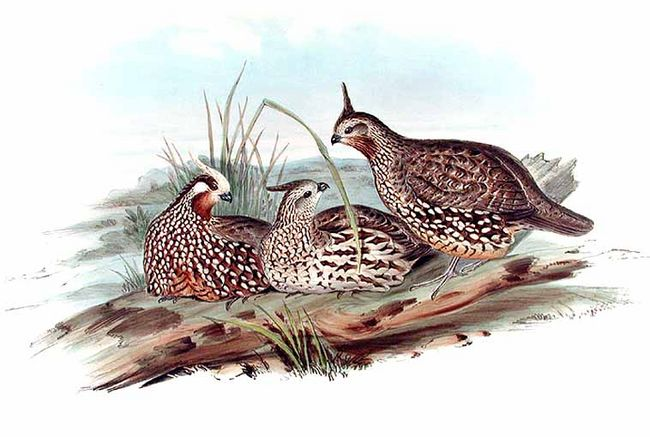
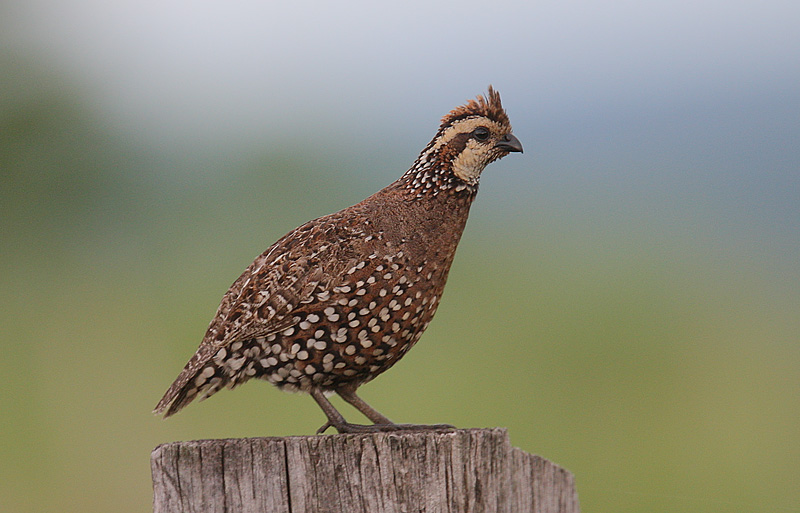